# Alexander Friedrich von Hueck
Alexander Friedrich von Hueck (* 25. Novemberjul. / 7. Dezember 1802greg. in Reval, Gouvernement Estland; † 16. Julijul. / 28. Juli 1842greg. in Dorpat, Gouvernement Livland) war ein Deutsch-Balte, Mediziner und Autor.

## Leben
Seine Eltern waren der Bürgermeister von Reval Adam Johann von Hueck (1761–1829) und dessen Ehefrau Caroline, geborene Jencken (1776–1849). Der Agrarwissenschaftler Carl von Hueck (1811–1889) war sein Bruder.
Er ging zunächst auf die Privatschule von Wetterstrand und dann auf das Gymnasium in Reval. Anschließend studiert er von 1821 bis 1825 Medizin an der Kaiserlichen Universität Dorpat. Dort erhielt er für eine Arbeit über das Auge im Jahr 1823 eine goldene Preismedaille, nach seiner Dissertation am 17. Dezember 1826 bekam er ein Stipendium zur Weiterbildung und ging nach Berlin und Heidelberg.
Nach seiner Rückkehr wirkte er als Professor für Anatomie 1830 bis 1838 an der Kaiserlichen Universität zu Dorpat, als Nachfolger von Johann Friedrich Eschscholtz. Er beschäftigte sich vernehmlich mit dem Auge und brachte die Anatomie an der Universität zu großem Ansehen. Er erforschte als einer der ersten systematisch wie das Auge Bewegungen des Kopfes ausgleicht.
Von 1840 bis 1842 führte Hueck als Präsident die Gelehrte Estnische Gesellschaft.
Er heiratete im am 24. Dezember 1830 in Nissi Amalie Jencken.

## Werke
- Diss. inaug. physiol.med. de mutationibus oculi internis respectu distantiae rerum (Digitalisat)
- 1830, Das Sehen, (Digitalisat)
- 1833, Gerüste der Anatomie, (Digitalisat)
- 1833, Lehrbuch der Anatomie des Menschen, (Digitalisat)
- 1833, Über das Studium der Anatomie: in drei Vorlesungen, (Digitalisat)
- 1838, Die Achsendrehung des Auges, (Digitalisat)
- 1840, Von den Gränzen des Sehvermögens. Archiv für Anatomie, Physiologie und wissenschaftliche Medicin, 82-97
- 1841, Die Bewegung der Krystalllinse, (Digitalisat)